# منطقه مینهانگ
مینهانگ (به چینی: 闵行区، به پین‌یین: Mǐnháng Qū، تلفظ شانگهایی: min2 ghaon1 chiu1) یک منطقهٔ شهرداری تابع شهر شانگهای، پرجمعیت‌ترین شهر جمهوری خلق چین است. مساحت این شهر 371.57 کیلومتر بوده و جمعیتی بالغ بر 2،429،000 دارد.

## اقتصاد
دفتر مرکزی غذای آماده یونگ کینگ در این منطقه قرار گرفته و این امر سبب شده تا رفت و آمد اقتصادی به این منطقه صورت گیرد. نیمی از کارکنان این شرکت از بومیان این منطقه به‌شمار می‌آیند.

## حمل و نقل
دوچرخه رایگان: منطقهٔ مینهانگ یکی از مناطق شهری چین است که در طرح اشتراک دوچرخه سواری عمومی فعال است. این منطقهٔ شهری دارای۲۰۰۰۰ دوچرخه رایگان برای استفاده عموم است که مردم منطقه از طریق ثبت نام و ارائه مدارک شناسایی می‌توانند هر روز هفته از آن‌ها استفاده کنند.
مترو: این منطقه داری ۶ خط مترو می‌باشد که از طریق پشتیبانی مترو شانگهای چین به اهالی خدمات ارائه می‌دهد.

## خصوصیات
منطقه مینهانگ ۳۷۱٫۷ کیلومترمربع مساحت و ۲٬۴۲۹٬۰۰۰ نفر جمعیت دارد.